# Zu Geng de Shang
Zu Geng (祖庚) va ser un rei de la Dinastia Shang de la història xinesa. El seu nom atorgat era Yao (曜) i la seva capital estava situada a Yin (殷). Ell era el fill del rei Wu Ding. Va ser deferent amb el rei Wu Ding atorgant-li en nom de temple de Gao Zong (xinès 高宗).